# Сквер Городнянський (пам'ятка природи)
Сквер Городня́нський — ботанічна пам'ятка природи місцевого значення в Україні. Розташована в межах Чернігівського району Чернігівської області, на південь від центральної частини міста Городня.
Площа 1 га. Статус присвоєно згідно з рішенням Чернігівського облвиконкому від 28.03.1964 року № 121; від 10.06.1972 року № 303; від 28.08.1989 року № 164. Перебуває у віданні: Городнянська міська рада.
Статус присвоєно для збереження невеликого скверу (місцева назва — сквер «Пушки») з переважно деревними насадженнями. При вході у сквер розташований пам'ятний знак — гармати XVII ст., буцімто подаровані місту Городні російський царем Петром I. Насправді московський цар у Городні не був і гармат не дарував.

## Галерея

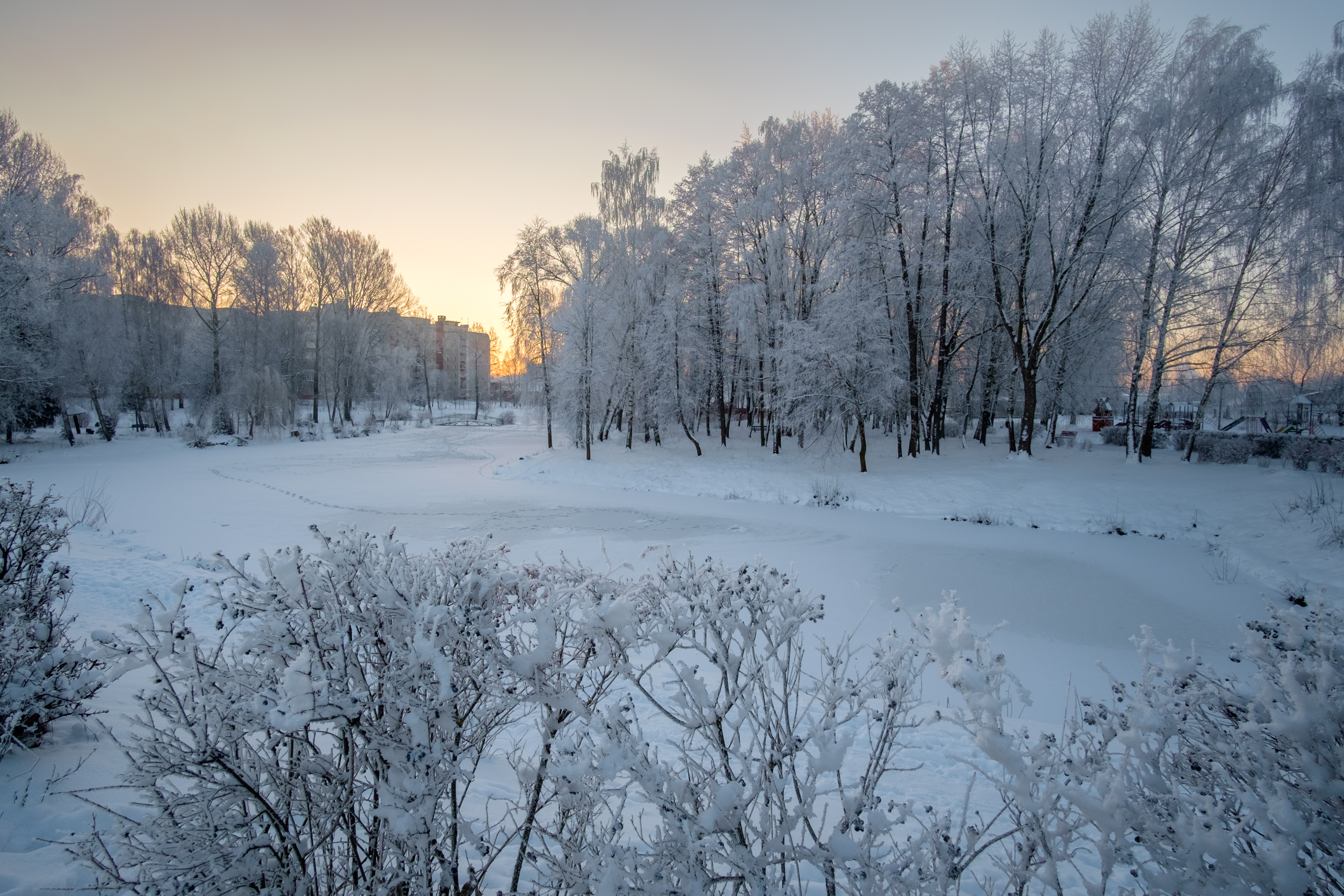
Вид на Городнянський сквер
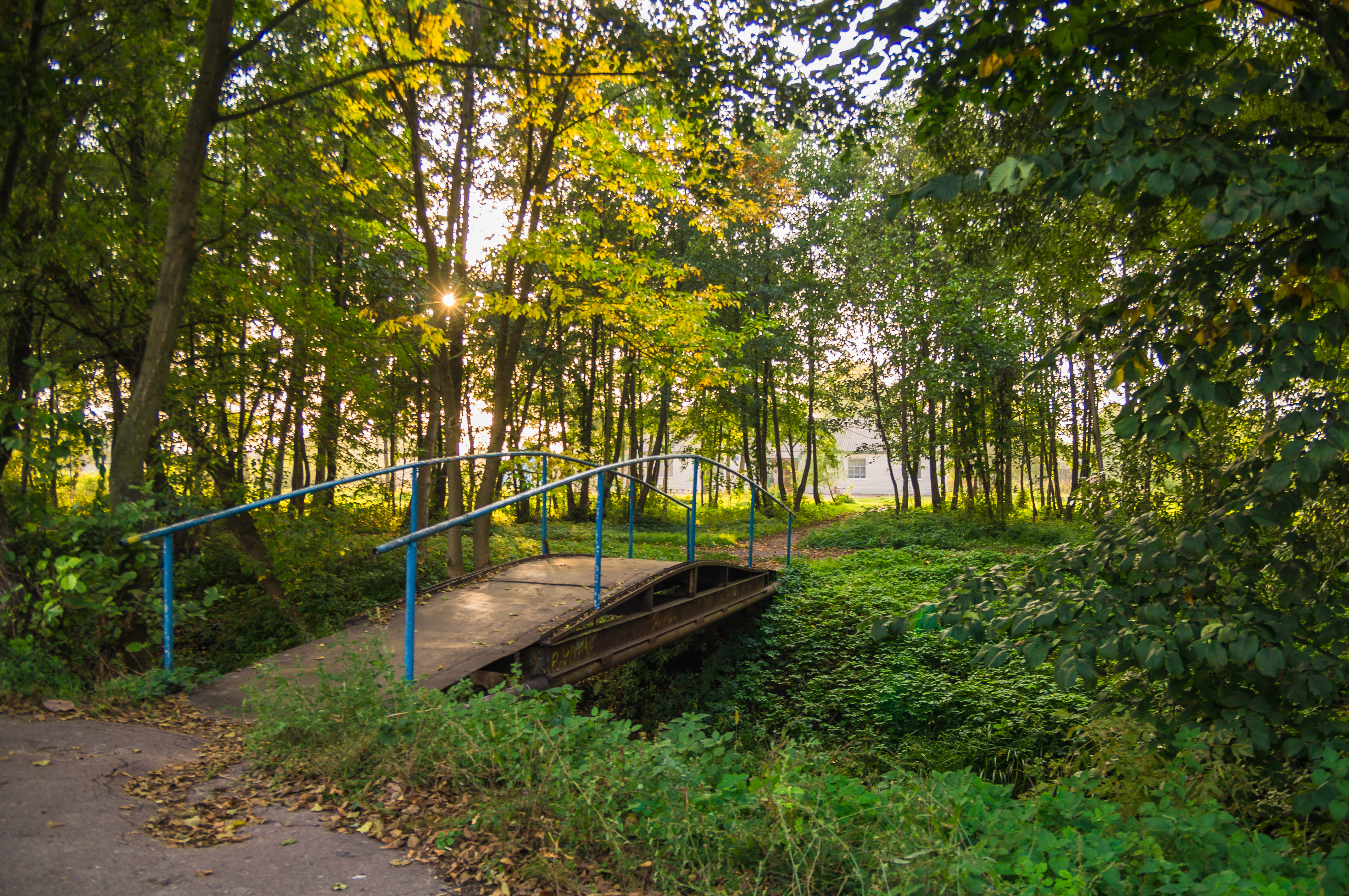
Місток через Чибриж
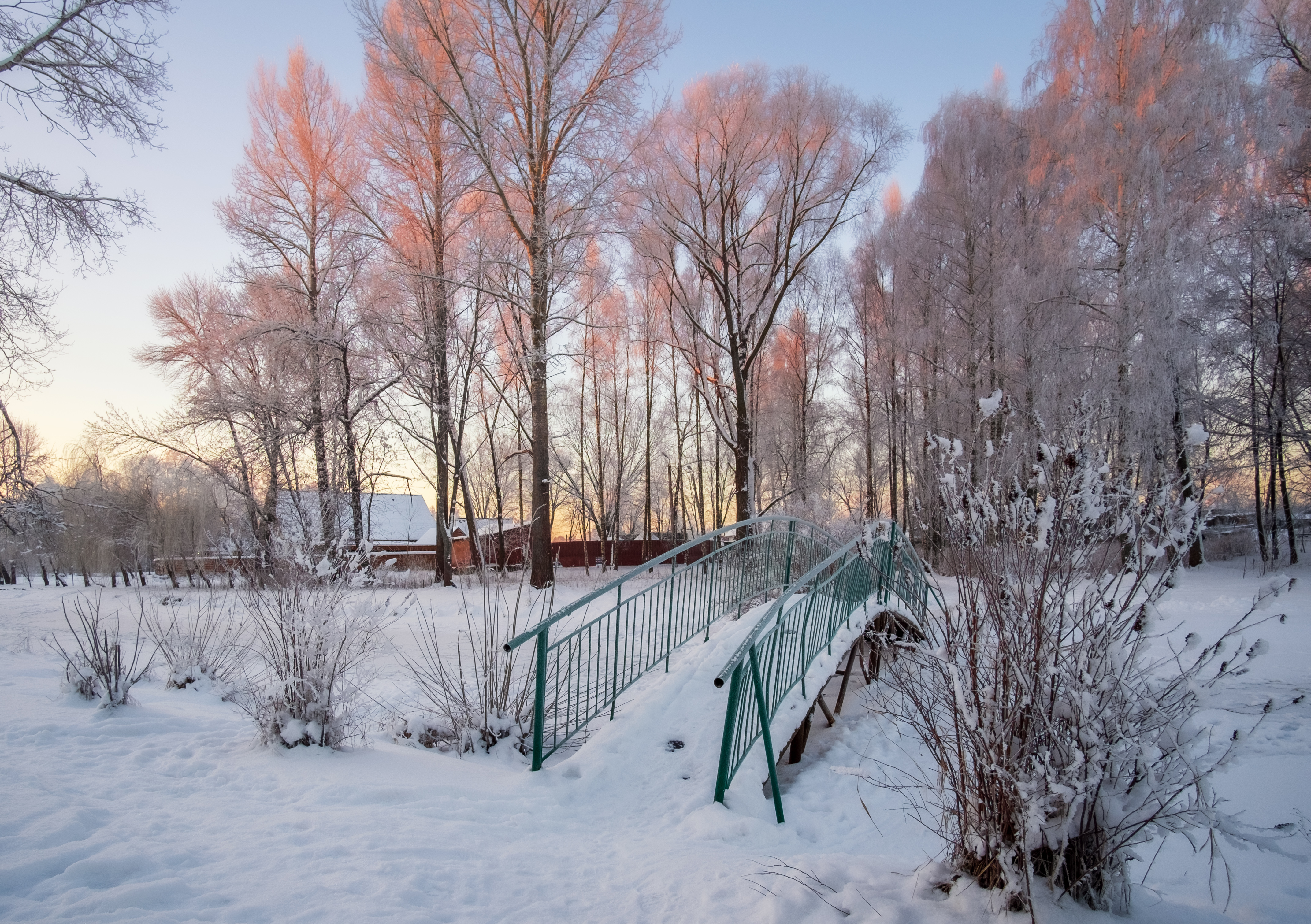
Морозний ранок у Городні